# الظاهر لإعزاز دين الله
هو الخليفة الظاهر لإعزاز دين الله أبو الحسن علي ابن الحاكم بأمر الله منصور . أمه أم ولد تدعى رقية ويقال اسمها آمنة بنت الأمير عبد الله بن المعز . عاش ( 20 يونيو 1005 - 13 يونيو 1036) خلفا لأبيه الخليفة المنصور الحاكم بأمر الله ، وخلفه ابنه الخليفة أبو تميم معد المستنصر بالله وجد الخليفة أبو القاسم المستعلي بالله أحمد.
هو علي الظاهر لإعزاز دين الله أبو الحسن علي بن المنصور الحاكم بأمر الله بن نزار العزيز بالله بن معد المعز لدين الله بن إسماعيل المنصور بالله بن محمد القائم بأمر الله بن عبيد الله المهدى.
الخليفة الفاطمي السابع (1021 - 1036) ، والإمام السابع عشر من أئمة الشيعة الإسماعيلية .

## ولادته
ومولده بالقصر من القاهرة على مضي ثلاث ساعات من ليلة الأربعاء عاشر شهر رمضان سنة 395 هجري وبويع بالخلافة في يوم عيد الأضحى سنة 411 هجري وله من العمر ست عشرة سنة وثلاثة أشهر. واتفق في هذا اليوم أن تمت الصلاة للحاكم في خطبة العيد . ثم بويع الظاهر بعد عودة القاضي من المصلى فكان بين الدعاء في الخطبة للحاكم وبين أخذ البيعة للظاهر ثلاث ساعات ولم يتفق مثل ذلك.

## خلافته
ويروي المقريزي أن السيدة ست الملك هي التي خلعت عليه لقب الظاهر لإعزاز دين الله بعد أن ألبسته تاج المعز لدين الله حيث يقول ما نصه:
"فأخرجت علي بن الحاكم بأمر الله ولقبته الظاهر لإعزاز دين الله وألبسته تاج المعز جد أبيه . وهو تاج مرصع بالجواهر الفاخرة وجعلت على رأسه مظلة مرصعة.
وأركبته فرسا رائعا بمركب ذهب مرصع وأخرجت بين يديه الأمير الوزير رئيس الرؤساء، خطير الملك أبا الحسن عمار بن محمد ونسيماً صاحب السيف في عدة من الأستاذين تخدم.
فلما برز وشوهد تقدم الوزير وصاح: يا عبيد الدولة مولاتنا تقول لكم هذا مولاكم أمير المؤمنين فسلموا عليه فقبل ابن دواس الأرض ومرغ خديه بين يديه وفعل ما يتلوه من سائر طبقات العسكر مثل ذلك . وضربت البوقات والطبول وعلا الصياح بالتكبير والتهليل والظاهر يسلم على الناس يمينا وشمالا."
واجه الموحدون الدروز اضطهاداً شديداً من قبل الخليفة الظاهر لإعزاز دين الله، الذي أراد القضاء على الإيمان الدرزي. وكان هذا نتيجة صراع على السلطة داخل الدولة الفاطمية، حيث شوهد الدروز بعين الريبة بسبب رفضهم الاعتراف بالخليفة الجديد، الظاهر لإعزاز دين الله، كإمام لهم. وانضم العديد من الجواسيس، وخاصةً أتباع الدرزي، إلى حركة التوحيد من أجل التسلل إلى المجتمع الدرزي. بدأ الجواسيس في إثارة المتاعب وتلطيخ سمعة الدروز. نتج عن ذلك احتكاك مع الخليفة الجديد الذي اشتبك عسكرياً مع المجتمع الدرزي. وتراوحت المصادمات بين أنطاكية والإسكندرية، حيث تم ذبح عشرات الآلاف من الدروز على يد الجيش الفاطمي. وكانت أكبر مذبحة في أنطاكية، حيث قُتل 5,000 من الزعماء الدينيين الدروز، تلتها مذبحة في مدينة حلب. ونتيجة لذلك، مارس الدروز إيمانهم بسرية تحت الأرض، على أمل البقاء على قيد الحياة، حيث أُجبر المعتقلون إما على التخلي عن عقيدتهم أو القتل. وتم العثور على ناجين من الدروز في جنوب لبنان وسوريا.

## سيرته وعصره
وملك الظاهر لإعزاز دين الله سائر ممالك والده، مثل الشام والثغور الإفريقية، وقامت عمته ست الملك بتدبير مملكته أحسن قيام، وبذلت العطاء في الجند وساست الناس أحسن سياسة.
وكان الظاهر لإعزاز دين الله عاقلاً سمحاً جواداً يميل إلى دين وعفة وحلم مع تواضع. أزال الرسوم التي جددها أبوه الحاكم إلى خير، وعدل في الرعية وأحسن السيرة، وأعطى الجند والقواد الأموال، واستقام له الأمر مدة، و ولّى نوابه بالبلاد الشامية.
إلى أن خرج عليه صالح بن مرداس الكلابي وقصد حلب وبها مرتضى الدولة أبو نصر بن لؤلؤ الحمداني نيابة عن الظاهر هذا، فحاصرها صالح المذكور إلى أن أخذها.
ثم تغلب حسان بن المفرج بن دغفل البدوي صاحب الرملة على أكثر الشام، وتضعضعت دولة الظاهر.
واستوزر الوزير نجيب الدولة علي بن أحمد الجرجرائي. وكان الوزير هذا من بيت حشمة ورياسة، وكان أقطع اليدين من المرفقين، قطعهما الحاكم بأمر الله في سنة 404 هجري، وكان يكتب عنه العلامة القاضي أبو عبد الله القضاعي، وكانت العلامة الحمد لله شكراً لنعمته.
ولم يظهر أمر هذا الوزير إلا بعد موت عمة الظاهر ست الملك بعد سنة 415 هجري.
وكان الظاهر لإعزاز دين الله كثير الصدقات منصفاً من نفسه، لا يدعي دعاوى والده وجده في معرفة النجوم وغيرها من الأشياء،
وقع من بعض حجاج المصريين كسر الحجر الأسود بالبيت الحرام في سنة 413 هجري. وكان أمر الحجر أنه لما وصل الحاج المصري إلى مكة المكرمة وثب شخص من الحاج إلى الحجر الأسود وهو مكانه من البيت الحرام، وضربه بدبوس كان في يده حتى شعثه وكسر قطعاً منه، وعاجله الناس فقتلوه، وثار المكيون بالمصريين فقتلوا منهم جماعة ونهبوهم، حتى ركب أبو الفتوح الحسن بن جعفر فأطفأ الفتنة ودفع عن المصريين.
وقيل: إن الرجل الذي فعل ذلك كان من الجهال الذين استغواهم الحاكم وأفسد عقائدهم. فلما بلغ الظاهر ذلك شقّ عليه وكتب كتاباً في هذا المعنى.

## وفاته
وتوفي ببستان الدكة خارج القاهرة في ليلة الأحد النصف من شعبان سنة 427 هجري وعمره إحدى وثلاثون سنة. ومدة خلافته خمس عشرة سنة. وخلفه على العرش ابنه معد المستنصر بالله الفاطمي الذي أنجبته له جاريته السيدة رصد .
| سبقه الحاكم بأمر الله | الخلافة الفاطمية 1021– 1036 | تبعه المستنصر بالله الفاطمي |

| قبله: الحاكم بأمر الله | أئمة الشيعة الإسماعيلية | بعده: المستنصر بالله الفاطمي |

1. 1 2   https://pantheon.world/profile/person/Ali_az-Zahir. اطلع عليه بتاريخ 2017-10-09. {{استشهاد ويب}}: |url= بحاجة لعنوان (مساعدة) والوسيط |title= غير موجود أو فارغ (من ويكي بيانات) (مساعدة)
2. ↑  خير الدين الزركلي (2002)، الأعلام: قاموس تراجم لأشهر الرجال والنساء من العرب والمستعربين والمستشرقين (ط. 15)، بيروت: دار العلم للملايين، ج. الخامس، ص. 25، OCLC:1127653771، QID:Q113504685
3. ↑  اتعاظ الحنفا - المقريزي
4. 1 2  Rebecca Erickson. "The Druze" (PDF). Encyclopedia of New Religious Movements. مؤرشف من الأصل (PDF) في 2015-05-18.
5. 1 2  Moukarim، Moustafa F، About the Faith of The Mo'wa'he'doon Druze، مؤرشف من الأصل في 2012-04-26
6. ↑  مرآة الزمان -أبو المظفر
7. ↑  اتعاظ الحنفا للمقريزي